# 9115 Battisti
Battisti (asteróide 9115) é um asteróide da cintura principal, a 2,1817937 UA. Possui uma excentricidade de 0,0892362 e um período orbital de 1 354,25 dias (3,71 anos).
Battisti tem uma velocidade orbital média de 19,24370939 km/s e uma inclinação de 5,16408º.
Este asteróide foi descoberto em 27 de Fevereiro de 1997 por Piero Sicoli, Francesco Manca.